# Dynoides brevispina
Dynoides brevispina är en kräftdjursart som beskrevs av Bruce 1980. Dynoides brevispina ingår i släktet Dynoides och familjen klotkräftor. Inga underarter finns listade i Catalogue of Life.